# David Attenborough
Sir David Frederick Attenborough, född 8 maj 1926 i London i England, är en brittisk zoolog, författare och TV-programledare. Han är mest känd som TV-presentatör av naturprogram, inklusive för den på 1970-talet mycket uppmärksammade Liv på jorden. Attenborough har även haft andra roller på BBC, bland annat som programdirektör.

## Biografi

### Bakgrund och familj
David Attenborough växte upp i Leicestershire utanför Birmingham. Han var bror till filmregissören Richard Attenborough och företagsmannen John Attenborough. I familjen bodde även två judiska flickor som var flyktingar undan nazismen under andra världskriget. Fadern, Frederick Attenborough (1887–1973), var rektor på University of Leicester. Attenboroughs mor var rektorsdottern Mary, född Clegg. I dag bor Attenborough i Richmond strax utanför London. Med sin fru Jane, som dog 1997, har han barnen Susan och Robert Attenborough.
Attenborough tillbringade sin barndom med att samla fossil och mineral. Han fick uppmuntran vid sju års ålder, när en ung Jacquetta Hawkes beundrade hans ”museum”. Han tillbringade också mycket tid på universitetetsområdet och elva år gammal hörde han att zoologiavdelningen behövde ett stort utbud av salamandrar, som han erbjöd genom sin far att leverera mot betalning. Källan, som han inte avslöjade vid den tiden, var en damm mindre än fem meter från avdelningen. Några år senare gav en av hans adoptivsystrar honom en bit bärnsten som innehöll förhistoriska djur. Ungefär 50 år senare skulle det vara fokus för hans program The Amber Time Machine.
År 1936 deltog Attenborough och hans bror Richard i en föreläsning av Gray Owl (Archibald Belaney) i De Montfort Hall, Leicester, och det gjorde att han blev förespråkare för naturvård. Enligt Richard: ”David påverkades av mannens beslutsamhet att rädda bävern, av hans djupa kunskap om flora och fauna i den kanadensiska vildmarken och av hans varningar om ekologisk katastrof om den känsliga balansen skulle förstöras. Idén att mänskligheten hotade naturen genom att hänsynslöst förstöra och plundra dess rikedom var okänt vid den tiden, men det har förblivit en del av Daves eget credo till denna dag.” År 1999 regisserade Richard en biofilm om Belaney med titeln Gray Owl.
Attenborough utbildades vid Wyggeston Grammar School for Boys i Leicester och fick sedan ett stipendium till Clare College i Cambridge 1945, där han studerade geologi och zoologi och tog en examen i naturvetenskap. 1947 gjorde han värnplikten i Royal Navy och tillbringade två år stationerad i norra Wales och Firth of Forth.

### Tidiga TV-år
År 1952 började han på brittiska tv-kanalen BBC som praktikant; vid tillfället var han ovan vid TV-mediet och hade själv tidigare endast sett ett TV-program. Det första programmet han producerade var Zoo Quest. När programledaren för Zoo Quest, Jack Lester, gick bort övertog Attenborough även programledarrollen för programmet. Programmet visades, som allt annat på TV under 1950-talet, i svart/vitt; år 2016 upptäcktes dock sex timmar med inspelat material i färg från den banbrytande dokumentärserien.
Förutom att göra naturfilmer har Attenborough också producerat sju av Drottning Elizabeths jultal. Ett annat projekt var Song Hunter, en serie om folkmusik med Alan Lomax som programledare.
Under 1964 testade han vingarna som doktorand i socialantropologi men återvände år 1965 till BBC som kanalchef för BBC2. År 1969 blev Attenborough befordrad till programdirektör för BBC. Som sådan var han bland annat ansvarig för att godkänna det banbrytande men på sin tid omstridda satirprogrammet Monty Pythons flygande cirkus.
Några år senare, år 1972, bestämde han sig för att ta lämna direktörsstolen för att ta upp filmandet på heltid igen.

### TV-presentatör och senare år
För svenska tittare och många andra världen över blev han ett välkänt ansikte i vardagsrummen när han ledde den populära naturserien Liv på jorden i TV. Han kunde då ses dyka upp på de mest märkliga platser, i olika situationer. Han både skriver och presenterar sina egna program och är ofta berättarrösten till olika naturprogram. Hans viskande sätt att exempelvis närma sig bergsgorillor och förmedla deras familjeliv till TV-publiken har givit upphov till en hel del imitationer i komediprogram. Han följde senare upp succén Liv på jorden med program som Den levande planeten.
Attenboroughs roll som TV-presentatör av naturprogram har fortsatt upp i "pensionsåldern". År 2017 var han som nittioåring åter aktuell i rollen, i samband med en ny säsong av TV-serien Den blå planeten. Han är även berättarröst i Netflix dokumentärserie Our planet, som hade premiär i april 2019.
År 2002 släppte Attenborough sin självbiografi Life on Air.

### Politik
1998 beskrev Attenborough sig själv som "en tråkig vänsterliberal" och uttryckte åsikten att marknadsekonomin är ett "elände".
2013 gick Attenborough med rockgitarristerna Brian May och Slash i att motsätta sig regeringens politik för att decimera grävlingarna i Storbritannien genom att delta i en sång tillägnad grävlingar.
I augusti 2014 var Attenborough en av 200 offentliga personer som undertecknade ett brev till The Guardian, där de uttryckte sitt hopp om att Skottland skulle rösta för att förbli en del av Storbritannien i folkomröstningen om skotsk självständighet.
Före parlamentsvalet i Storbritannien 2015 var Attenborough en av flera kändisar som godkände Green Party's Caroline Lucas som parlamentskandidat.
Attenborough kommenterade presidentvalet i USA 2016 i en intervju med Radio Times och sade skämtsamt om Donald Trump: "Har vi någon kontroll eller inflytande över de amerikanska valen? Naturligtvis har vi inte det. Vi kan skjuta honom, det är ingen dålig idé."
I en intervju 2020 kritiserade Attenborough överflödig kapitalism som en drivkraft för ekologisk obalans och ansåg att de överdrifter som det kapitalistiska systemet har gett oss måste minskas på något sätt, och att "girighet faktiskt inte leder till glädje", även om han tillade "Det betyder inte att säga att kapitalismen är död". Han beklagade också bristen på internationellt samarbete om klimatförändringar och sade "det borde inte finnas någon dominerande nation på denna planet."

### Namngivningar

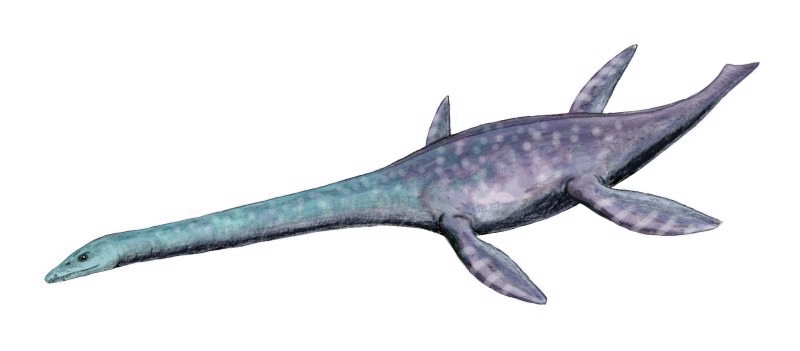
Attenborosaurus conybeari, en fisködla namngiven efter David Attenborough.

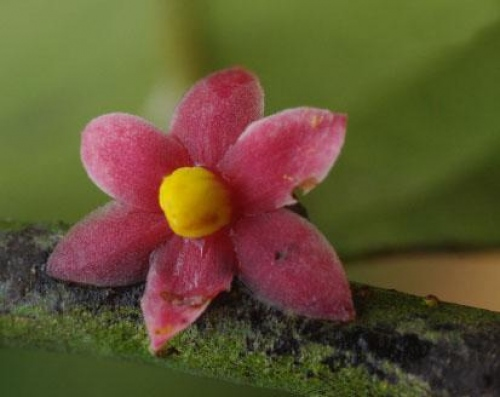
Sirdavidia solannona, en av flera blomväxter som fått namn efter David Attenborough.

David Attenborough har fått ge namn åt minst fjorton nyupptäckta djur– eller växtarter. Nedan listas ett urval:
- Attenboroughsaurus conybeari (utdöd fisködla)[25]
- Blakea attenboroughii (träd)[26]
- Ctenocheloides attenboroughi (spökräka)[25]
- Electrotettix attenboroughi (gräshoppa)[25]
- Hieracium attenboroughianum (fibbla)[26]
- Materpiscis attenboroughi (utdöd fisk)[14]
- Nepenthes attenboroughii (kannväxt)[25]
- Prethopalpus attenboroughi (spindel)[14]
- Sirdavidia solannona (blomväxt; hela släktet)[26]
- Trigonopterus attenboroughii (vivel)[26]
- Zaglossus attenboroughi (myrpiggsvin)[25]

Även polarfartyget RRS Sir David Attenborough och David Attenborough Building vid Universitetet i Cambridge är uppkallade efter honom.

### Utmärkelser och övrigt
År 1986 adlades David Attenborough och tituleras numera sir David Attenborough, en titel han inte alltid trivs med. En annan utmärkelse som Attenborough har mottagit är Förtjänstorden (2005).
Den 26 maj 2007 blev han hedersdoktor till Carl von Linnés minne vid Uppsala universitets Linnépromotion.
Den 6 september 2018 mottog han ett hederspris i Göteborg, under The Perfect World Foundations årliga stödgala för natur– och djurliv.
Attenborough är internationellt känd för TV-program om olika sorters djur. Han är även beskyddare för välgörenhetsorganisationen The Grierson Trust, föreningen Population Matters samt University of Leicester.

## Produktioner (medverkan)
Egna program där han är både författare och berättare
- Zoo Quest (1954—1963)
- The People of Paradise (1960)
- Attenborough and Animals (1963)
- Zambezi (1965)
- Life: East Africa (1967)
- A Blank on the Map (1971)
- Eastwards with Attenborough (1973)
- Natural Break (1973)
- The Language of Animals (1973)
- Fabulous Animals (1975)
- The Tribal Eye (1975)
- Liv på jorden (Life on Earth) (1979)
- Den levande planeten (The Living Planet, 1984)
- The Million Pound Bird Book (1985)
- The First Eden (1987)
- Lost Worlds, Vanished Lives (1989)
- The Trials of Life (1990)
- Life in the Freezer (1993)
- Heart of a Nomad (1994)
- The Private Life of Plants (1995)
- Attenborough in Paradise (1996)
- The Origin of Species: An Illustrated Guide (1998)
- The Life of Birds (1998)
- State of the Planet (2000)
- Living with Dinosaurs (2000)
- The Lost Gods of Easter Island (2000)
- The Song of the Earth (2000)
- Bowerbirds: The Art of Seduction (2000)
- Däggdjurens liv (The Life of Mammals, 2002)
- The Amber Time Machine (2004)
- Life in the Undergrowth (2005)
- Gorillas Revisited (2006)
- Are We Changing Planet Earth? (2006)
- Can We Save Planet Earth? (2006)
- Tom Harrisson: The Barefoot Anthropologist (2007)
- Sharing Planet Earth (2007)
- Attenborough Explores... Our Fragile Planet (2007)
- Kallt blod, heta känslor (Life in Cold Blood, 2008)
- Charles Darwin and the Tree of Life (2009)
- Kingdom of Plants 3D (2012)
- Micro Monsters 3D (2013)
- Galapagos 3D (2013)

Program där berättarrösten är Attenboroughs
- Travellers' Tales (1960)
- Adventure (1961—1963)
- The World About Us (1982)
- The Miracle of Bali (1969)
- The Explorers (1975)
- The Discoverers (1976)
- Wildlife on One (1977—2005)
- The Spirit of Asia (1980)
- The Ark in South Kensington (1981)
- Natural World (1993)
- BBC Wildlife Specials (1995—2008) Winners and Losers (1996)
- The Secret Life of Seahorses (1996)
- Survival Island (1996)
- Sharks – The Truth (1999)
- The Greatest Wildlife Show on Earth (2000)
- Den blå planeten (The Blue Planet, 2001)
- Great Natural Wonders of the World (2002)
- Animal Crime Scene (2005)
- The Lost Road: Overland to Singapore (2005)
- Planet Earth (2006)
- The Origin of Music
- A Zed & Two Noughts
- Life (2009)
- Frozen Planet (2011)
- Planet Earth II (2016)
- Blue Planet II (2017)
- Our Planet (2019)